# Oscar del calcio AIC
Gli Oscar del calcio AIC sono stati una manifestazione dell'Associazione Italiana Calciatori durante la quale venivano premiati i migliori calciatori del campionato italiano di calcio di Serie A.
I riconoscimenti erano votati dai calciatori stessi, che giudicavano i loro compagni nelle prestazioni sportive della stagione calcistica precedente. Il calciatore che ha vinto più Oscar del calcio è stato Francesco Totti, con 11 riconoscimenti.
La cerimonia di premiazione degli Oscar del calcio si è svolta dal 1997 al 2010. A partire dal 2011 il formato dell'evento è stato cambiato, e l'Oscar del calcio è stato sostituito dal nuovo Gran Galà del calcio.

## Riconoscimenti
Dalla prima edizione del 1997, ci sono state le seguenti categorie di riconoscimenti:
- Migliore calciatore assoluto

Viene eletto tra i vincitori delle categorie Migliore calciatore italiano e Migliore calciatore straniero; i calciatori con più titoli sono Zlatan Ibrahimović, Kaká e Francesco Totti con 2.
- Migliore calciatore italiano

Viene eletto tra i migliori calciatori italiani della Serie A; il calciatore con più titoli è Francesco Totti con 5.
- Migliore calciatore straniero

Viene eletto tra i migliori calciatori non italiani della Serie A; i calciatori con più titoli sono Kaká e Zlatan Ibrahimović con 3.
- Migliore calciatore giovane

Il miglior giocatore al di sotto dei 24 anni della Serie A; il calciatore con più titoli è Antonio Cassano con 2.
- Migliore portiere

Il miglior giocatore nel ruolo di portiere della Serie A; il calciatore con più titoli è Gianluigi Buffon con 8.
- Migliore allenatore

Il migliore allenatore della Serie A; l'allenatore con più titoli è Marcello Lippi con 3.
- Migliore arbitro

Il migliore arbitro della Serie A; l'arbitro con più titoli è Pierluigi Collina con 7.
- Migliore squadra (fino all'edizione del 1999; Squadra dell'anno dal 2009 al 2010)

La migliore squadra della Serie A; le squadre con più titoli sono la Juventus e l'Inter con 2.
- Migliore difensore (dall'edizione del 2000)

Il miglior giocatore nel ruolo di difensore della Serie A; il calciatore con più titoli è Alessandro Nesta con 4.

## Classifica per squadra
Dati aggiornati al 24 gennaio 2011
| Squadra    | Migliore calciatore assoluto | Migliore calciatore italiano | Migliore calciatore straniero | Migliore calciatore giovane | Miglior portiere | Migliore difensore | Migliore allenatore | Migliore squadra | Totale |
| ---------- | ---------------------------- | ---------------------------- | ----------------------------- | --------------------------- | ---------------- | ------------------ | ------------------- | ---------------- | ------ |
| Juventus   | 4                            | 3                            | 5                             | -                           | 8                | 5                  | 5                   | 2                | 32     |
| Inter      | 4                            | 1                            | 4                             | -                           | 2                | 2                  | 2                   | 2                | 17     |
| Roma       | 2                            | 6                            | -                             | 3                           | -                | -                  | 2                   | -                | 13     |
| Milan      | 2                            | -                            | 4                             | 1                           | -                | 2                  | 2                   | -                | 11     |
| Lazio      | 1                            | 1                            | -                             | 1                           | 1                | 3                  | 1                   | 1                | 9      |
| Fiorentina | -                            | -                            | 1                             | 2                           | 1                | -                  | 1                   | -                | 5      |
| Parma      | 1                            | 1                            | -                             | 1                           | 2                | -                  | -                   | -                | 5      |
| Sampdoria  | 1                            | 1                            | -                             | -                           | -                | -                  | -                   | -                | 2      |
| Cagliari   | -                            | -                            | 1                             | -                           | -                | -                  | -                   | -                | 1      |
| Atalanta   | -                            | -                            | -                             | 1                           | -                | -                  | -                   | -                | 1      |
| Bari       | -                            | -                            | -                             | 1                           | -                | -                  | -                   | -                | 1      |
| Bologna    | -                            | -                            | -                             | 1                           | -                | -                  | -                   | -                | 1      |
| Reggina    | -                            | -                            | -                             | 1                           | -                | -                  | -                   | -                | 1      |
| Chievo     | -                            | -                            | -                             | -                           | -                | -                  | 1                   | -                | 1      |
| Napoli     | -                            | -                            | -                             | 1                           | -                | -                  | -                   | -                | 1      |
| Udinese    | -                            | 1                            | -                             | -                           | -                | -                  | -                   | -                | 1      |
| Palermo    | -                            | -                            | -                             | 1                           | -                | -                  | -                   | -                | 1      |

## Premi speciali

### Tessera d'oro AIC
| 1998 Dettagli | Vincitore | Raimondo Vianello | Italia |
| 1999 Dettagli | Vincitore | Teo Teocoli       | Italia |
| 2000 Dettagli | Vincitore | Gialappa's Band   | Italia |
| 2001 Dettagli | Vincitore | Maurizio Crozza   | Italia |
| 2002 Dettagli | Vincitore | Gene Gnocchi      | Italia |

### Calciatore del secolo
| 2000 Dettagli | Vincitore | Franco Baresi | Italia |

### Calciatore più amato
| 2001 Dettagli | Vincitore | Alessandro Del Piero | Italia    | Juventus |
| 2002 Dettagli | Vincitore | Roberto Baggio       | Italia    | Brescia  |
| 2005 Dettagli | Vincitore | Zlatan Ibrahimović   | Svezia    | Juventus |
| 2006 Dettagli | Vincitore | Gianluigi Buffon     | Italia    | Juventus |
| 2007 Dettagli | Vincitore | Gianluigi Buffon     | Italia    | Juventus |
| 2008 Dettagli | Vincitore | Alessandro Del Piero | Italia    | Juventus |
| 2009 Dettagli | Vincitore | Diego Milito         | Argentina | Inter    |
| 2010 Dettagli | Vincitore | Edinson Cavani       | Uruguay   | Napoli   |

### Miglior cannoniere
| 2006 Dettagli | Vincitore | Luca Toni            | Italia    | Fiorentina |
| 2007 Dettagli | Vincitore | Francesco Totti      | Italia    | Roma       |
| 2008 Dettagli | Vincitore | Alessandro Del Piero | Italia    | Juventus   |
| 2009 Dettagli | Vincitore | Diego Milito         | Argentina | Genoa      |
| 2010 Dettagli | Vincitore | Antonio Di Natale    | Italia    | Udinese    |

### Miglior gol
| 2004 Dettagli | Vincitore | Andrij Ševčenko    | Ucraina | Milan    | Roma - Milan (6/01/2004)           |
| 2005 Dettagli | Vincitore | Francesco Totti    | Italia  | Roma     | Inter - Roma (26/10/2005)          |
| 2006 Dettagli | Vincitore | Francesco Totti    | Italia  | Roma     | Sampdoria - Roma (26/11/2006)      |
| 2007 Dettagli | Vincitore | Riccardo Zampagna  | Italia  | Atalanta | Fiorentina - Atalanta (16/09/2007) |
| 2008 Dettagli | Vincitore | Zlatan Ibrahimović | Svezia  | Inter    | Inter - Bologna (4/10/08)          |
| 2009 Dettagli | Vincitore | Fabio Quagliarella | Italia  | Udinese  | Napoli - Udinese (31/01/2009)      |
| 2010 Dettagli | Vincitore | Maicon             | Brasile | Inter    | Inter - Juventus (16/04/2010)      |

### Fairplay
| 2007 Dettagli | Vincitore | Fiorentina        | Italia |
| 2008 Dettagli | Vincitore | Franco Brienza    | Italia |
| 2009 Dettagli | Vincitore | Giuseppe Pillon   | Italia |
| 2010 Dettagli | Vincitore | Antonio Di Natale | Italia |

### Migliori tifosi
| 2007 Dettagli | Vincitore | Genoa Club For Children |
| 2008 Dettagli | Vincitore | Stefano Borgonovo       |